# Stephen Haynes
Stephen Haynes (* 12. Januar 1955) ist ein amerikanischer Jazz- und Improvisationsmusiker (Trompete, Kornett, Flügelhorn, auch Althorn, Clairon), der auch bei Aufführungen Neuer Musik tätig war.

## Leben und Wirken
Haynes besuchte das Bennington College und studierte bei Frank Baird an der Fakultät für Blechbläser an der University of Colorado in Boulder. Seit den 1980er-Jahren arbeitete er im Ensemble von Bill Dixon, der sein Mentor war, ferner mit Gunter Hampel, Ehran Elisha, J. D. Parran, LaMonte Young, Cecil Taylor, George Russell, Earle Brown, Butch Morris und in Alan Silvas Sound Visions Orchestra. Mit Taylor Ho Bynum gründete er Mitte der 2000er-Jahre das Double Trio, dem Mary Halvorson, Warren Smith und Tomas Fujiwara angehörten. 2007 wirkte er bei Bill Dixons orchestraler Produktion 17 Musicians in Search of a Sound: Darfur mit; ferner arbeitete er in dieser Zeit u. a. mit Joe Daleys Earth Tones Ensemble (The Seven Deadly Sins, 2010) und Adam Rudolphs Go: Organic Orchestra. Im Bereich des Jazz war er zwischen 1965 und 2011 an 10 Aufnahmesessions beteiligt. Haynes war Teil von Michael Mantlers Aufnahme Hide and Seek (2001) und wirkte an Joe Morris’ Wildlife mit, die 2008 für einen Grammy in der Kategorie "Bestes Jazz-Album" nominiert wurde.
Haynes lebt in Hartford (Connecticut) und ist mit Joe Morris Co-Kurator der Konzertreihe Improvisations, in der Musiker wie Evan Parker, Ken Vandermark, Gerald Cleaver, Tyshawn Sorey (an dessen Album Pillars er beteiligt war), Fay Victor und Ingrid Laubrock auftraten. Darüber hinaus war Haynes auch als Dozent tätig und unterrichtete an verschiedenen Institutionen, darunter dem Bennington College, dem Hampshire College und dem New England Conservatory of Music.
Der Jazzmusiker ist nicht mit dem britischen Posaunisten Steven Haynes zu verwechseln.

## Diskographische Hinweise
- Stephen Haynes, Taylor Ho Bynum: The Double Trio – Live at the Festival of New Trumpet Music (Engine Studios, 2008), mit Warren Smith, Tomas Fujiwara, Allan Jaffe, Mary Halvorson
- Stephen Haynes/Warren Smith/Joe Morris: Parrhesia (Engine 2012)
- Stephen Haynes: Pomegranate (New Atlantis Records, 2015), mit William Parker, Warren Smith, Joe Morris, Ben Stapp
- Search Versus Re-Search (Setola di Maiale SM3790, 2018), mit Damon Smith, Matt Crane, Jeff Platz
- Theory of Colours (2019), dto.